# Trường Đại học Y Dược, Đại học Quốc gia Hà Nội
Trường Đại học Y Dược (tiếng Anh: VNU University of Medicine and Pharmacy – VNU-UMP) là trường đại học chuyên ngành y khoa và dược học tại Việt Nam, một trường đại học thành viên của Đại học Quốc gia Hà Nội.

## Lịch sử hình thành
Ngày 20/05/2010, GS.TS. Mai Trọng Nhuận (Nguyên giám đốc ĐHQGHN) đã ký Quyết định số 1507/QĐ-TCCB thành lập khoa Y Dược - ĐHQG Hà Nội.
Ngày 27/10/2020, thành lập Trường Đại học Y Dược - ĐHQG Hà Nội trên cơ sở Khoa Y Dược.
Ngày 23/12/2022, thành lập Khoa Răng Hàm Mặt. Ngày 24/5/2023, thành lập Khoa Dược. Ngày 20/11/2023, thành lập Khoa Y. Ngày 24/2/2025, thành lập Khoa Y tế công cộng và Khoa Y Dược học cơ sở.
Hiện nay về cơ cấu tổ chức, Trường Đại học Y Dược - Đại học Quốc gia Hà Nội có 05 khoa trực thuộc (Khoa Y, Khoa Dược, Khoa Răng Hàm Mặt, Khoa Y tế công cộng, Khoa Y Dược học cơ sở); 04 đơn vị trực thuộc gồm: 02 Trung tâm (Trung tâm Đào tạo theo nhu cầu xã hội, Trung tâm Y khoa Đại học); Viện Nghiên cứu và Đào tạo quốc tế và Bệnh viện Đại học Y Dược.

## Cơ sở

#### Cơ sở Cầu Giấy
- 144 Xuân Thủy, phường Dịch Vọng Hậu, Cầu Giấy, Hà Nội.
- 2B Phạm Văn Đồng, Dịch Vọng Hậu, Cầu Giấy, Hà Nội.

#### Cơ sở Hòa Lạc
Xã Thạch Hòa, Huyện Thạch Thất, Hà Nội, Việt Nam.

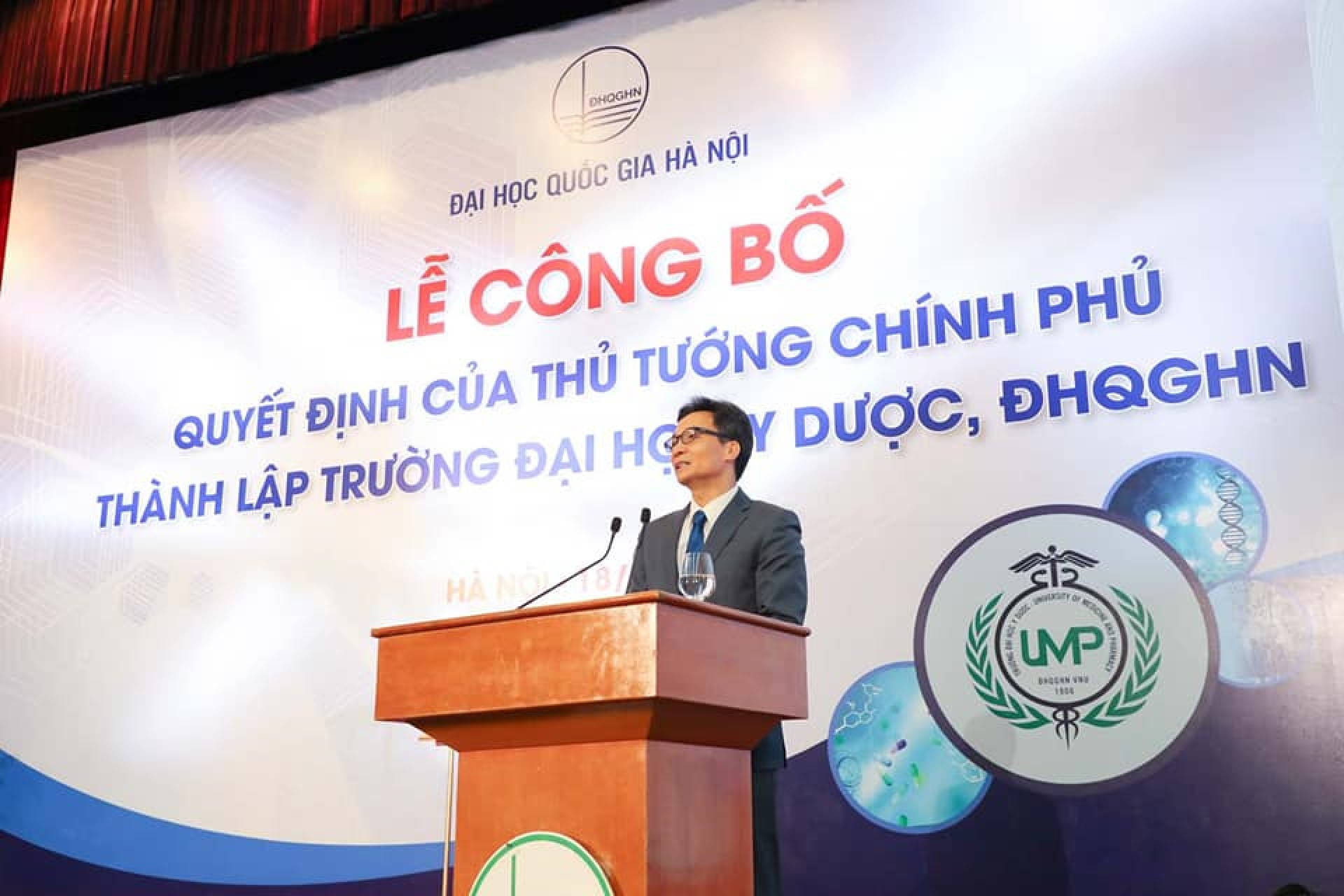
Nguyên Phó Thủ tướng Vũ Đức Đam tại lễ thành lập trường Đại học Y Dược, ngày 18 tháng 11 năm 2020

## Ban Giám hiệu
- Hiệu trưởng: GS. TS. TTND. Lê Ngọc Thành[5].
  - Nguyên Trưởng Khoa Phẫu thuật Tim mạch và Lồng ngực, Bệnh viện Hữu nghị Việt Đức
  - Nguyên Giám đốc Bệnh viện E
  - Chủ tịch Hội Phẫu thuật Tim mạch và Lồng ngực Việt Nam
  - Tổng biên tập Tạp chí Phẫu thuật Tim mạch và Lồng ngực Việt Nam

- Phó Hiệu trưởng:

1. GS.TS. Nguyễn Thanh Hải
2. PGS. TS. Phạm Như Hải
3. PGS. TS. Đào Xuân Cơ (Kiêm nhiệm) - Giám đốc Bệnh viện Bạch Mai
4. TS. BS. Dương Đức Hùng (Kiêm nhiệm) - Giám đốc Bệnh viện Hữu nghị Việt Đức
5. TS. Nguyễn Thị Anh Thu (Kiêm nhiệm) - Giám đốc Trung tâm Hỗ trợ nghiên cứu châu Á, ĐHQG Hà Nội
6. PGS.TS. Trịnh Hoàng Hà (Phó Hiệu trưởng lâm thời) - Giám đốc Bệnh viện ĐHQG Hà Nội

## Chương trình đào tạo

### Đại học
- Y khoa
- Răng - Hàm - Mặt
- Điều dưỡng
- Dược học
- Kỹ thuật xét nghiệm
- Kỹ thuật hình ảnh

### Thạc sỹ
- Nhi khoa
- Nhãn khoa
- Răng - Hàm - Mặt
- Ngoại khoa
- Gây mê hồi sức
- Tai - Mũi - Họng
- Nội khoa
- Sản - Phụ khoa
- Ung thư
- Điện quang & Y học hạt nhân

### Bác sĩ chuyên khoa I
- Hồi sức cấp cứu
- Phẫu thuật tạo hình & Thẩm mỹ

### Bác sĩ nội trú
- BSNT Ung thư
- BSNT Ngoại khoa
- BSNT Chẩn đoán hình ảnh
- BSNT Nhãn khoa
- BSNT Nội khoa
- BSNT Sản - Phụ khoa
- BSNT Nhi khoa
- BSNT Tai - Mũi - Họng
- BSNT Gây mê hồi sức
- BSNT Phẫu thuật tạo hình & Thẩm mỹ
- BSNT Truyền nhiễm và các bệnh nhiệt đới
- BSNT Hồi sức cấp cứu
- BSNT Răng - Hàm - Mặt

## Cơ cấu tổ chức

### Trung tâm chức năng và đào tạo
- Trung tâm Khảo thí và Đảm bảo chất lượng giáo dục
- Trung tâm Đào tạo theo nhu cầu xã hội
- Trung tâm Nghiên cứu phát triển Khoa học công nghệ và Dịch vụ kỹ thuật Y Dược
- Trung tâm Y khoa Đại học

### Phòng thí nghiệm và vườn dược liệu
- Phòng thí nghiệm Bào chế và công nghệ dược phẩm
- Phòng thí nghiệm Hóa học các hợp chất thiên nhiên và Tác dụng sinh học
- Phòng thí nghiệm Dược động học và Sinh dược học Bào chế
- Phòng thí nghiệm Y học chẩn đoán và cận lâm sàng
- Vườn dược liệu

### Viện
- Viện Nghiên cứu và Đào tạo quốc tế

### Bệnh viện và phòng khám
- Bệnh viện Đại học Quốc gia Hà Nội. (Lương Thế Vinh, Phường Thanh Xuân, Hà Nội)
- Bệnh viện Đại học Y Dược.

1. Nguyễn Quý Đức, Phường Thanh Xuân, Hà Nội
2. 189 Linh Đường, Phường Hoàng Liệt, Hà Nội

- Phòng khám Răng Hàm Mặt  (Phạm Văn Đồng, Phường Cầu Giấy, Hà Nội) - chuyển về trực thuộc Trung tâm Y khoa Đại học từ tháng 4/2025.

## Hình ảnh

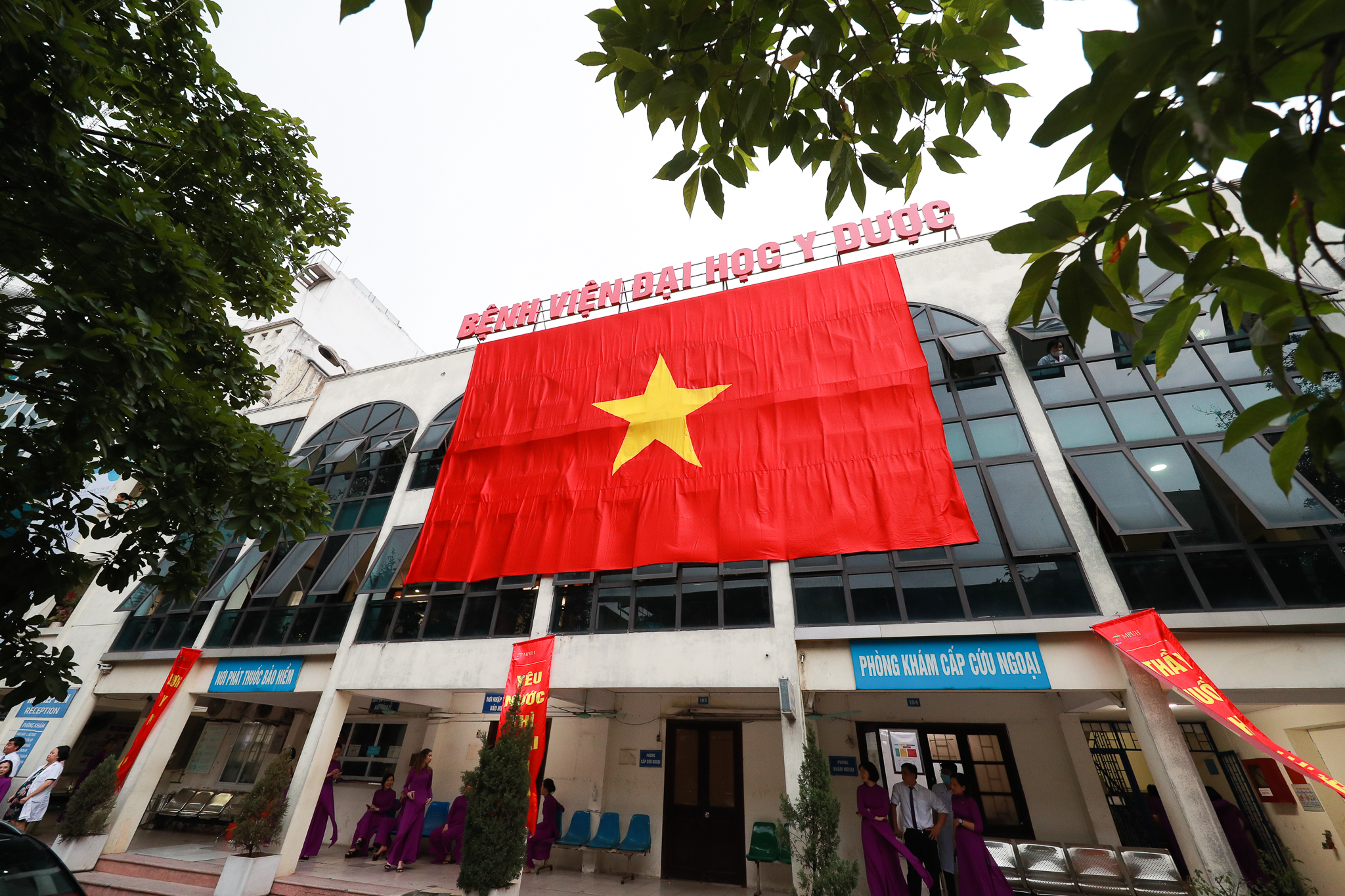
Bệnh viện Đại học Y Dược (cơ sở 1), Đại học Quốc gia Hà Nội tại Phường Thanh Xuân, Hà Nội
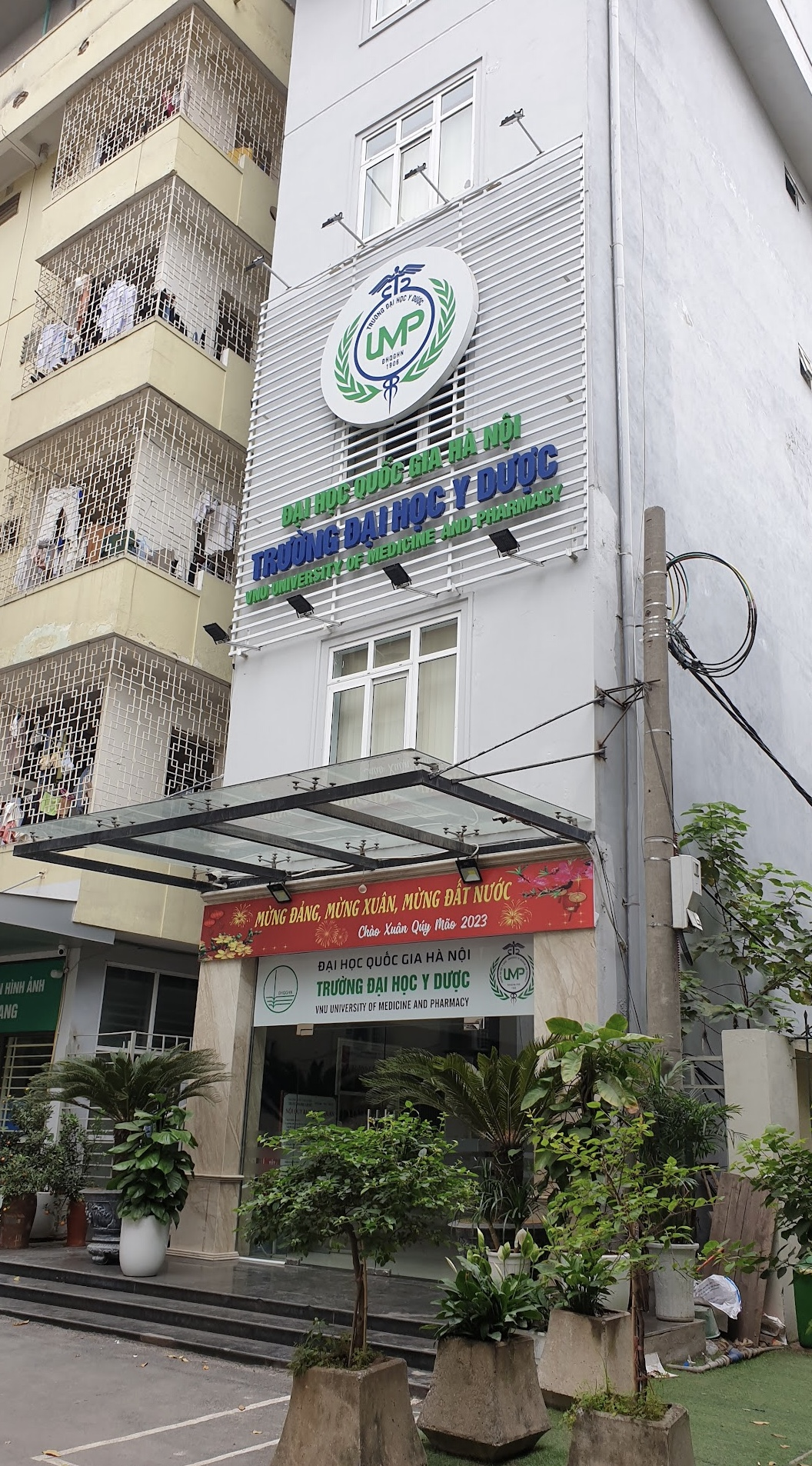
Tòa nhà Y1 của Trường Đại học Y Dược, Đại học Quốc gia Hà Nội
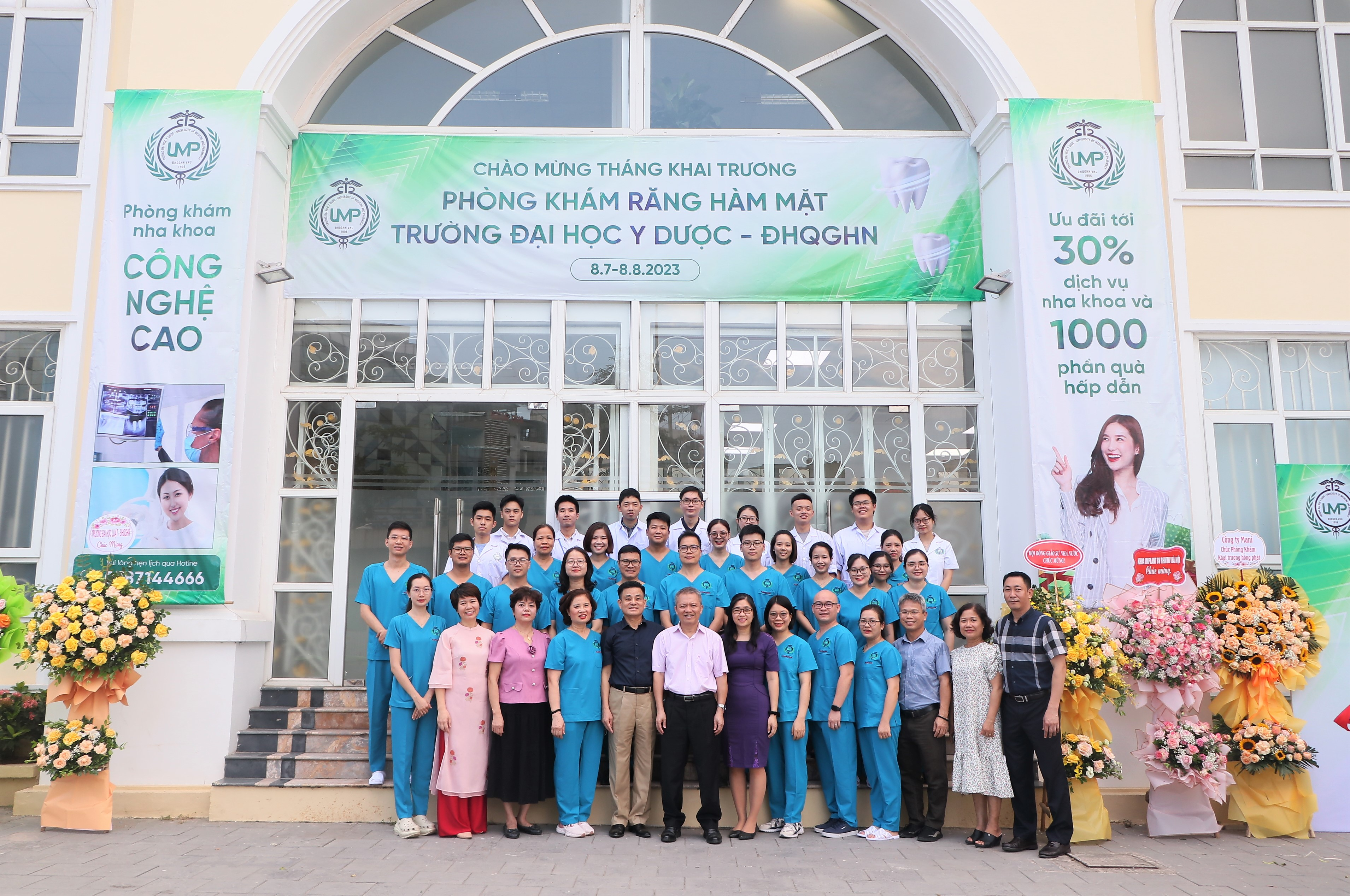
Phòng khám Răng Hàm Mặt chất lượng cao của Trường Đại học Y Dược, Đại học Quốc gia Hà Nội
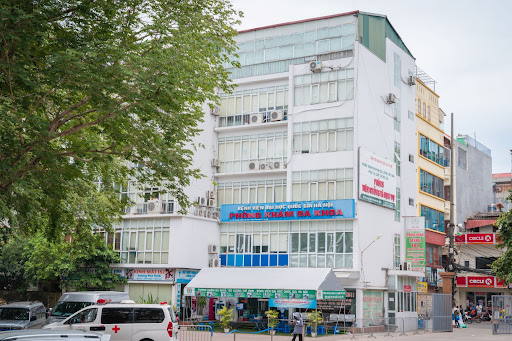
Phòng Khám Đa Khoa 182 Lương Thế Vinh – Bệnh Viện Đại Học Quốc Gia Hà Nội